# هنری ویتنبرگ
هنری ویتنبرگ (انگلیسی: Henry Wittenberg; ۱۸ سپتامبر ۱۹۱۸ – ۹ مارس ۲۰۱۰) کشتی‌گیر اهل ایالات متحده آمریکا بود.